# Каренинка
Каренинка (каз. Каренин) — упразднённое село в Мендыкаринском районе Костанайской области Казахстана. Ликвидировано в 2009 г. Входило в состав Введенского сельского округа. Код КАТО — 395643105.

## Население
В 1999 году население села составляло 181 человек (92 мужчины и 89 женщин). По данным переписи 2009 года, в селе проживал 21 человек (13 мужчин и 8 женщин).

## Дополнительная информация
Фоторепортаж из Каренинки, 2022 год